# 川之江郵便局
川之江郵便局（かわのえゆうびんきょく）は愛媛県四国中央市にある郵便局。民営化前の分類では集配普通郵便局であった。

## 概要
住所：〒799-0199 愛媛県四国中央市金生町下分857-1

## 沿革
- 1872年8月4日（明治5年7月1日） - 川ノ江郵便取扱所として開設[1]。
- 1875年（明治8年）1月1日 - 川ノ江郵便局（五等）となる。
- 1880年（明治13年） - 川之江郵便局に改称。為替取扱を開始。
- 1881年（明治14年） - 貯金取扱を開始。
- 1891年（明治24年）2月1日 - 川之江郵便電信局となる。
- 1903年（明治36年）4月1日 - 通信官署官制の施行に伴い川之江郵便局となる。
- 1951年（昭和26年）4月1日 - 電気通信業務を、新設の川之江電報電話局に移管[2]。
- 1955年（昭和30年）4月1日 - 余木簡易郵便局の廃止に伴い、取扱事務を承継[3]。
- 1956年（昭和31年）10月1日 - 電話通話および和文電報受付事務の取扱を開始。
- 1959年（昭和34年）3月9日 - 川之江市川之江町から同市金生町に移転。
- 1959年（昭和34年）7月1日 - 上分郵便局から集配業務を移管。
- 1963年（昭和38年）9月1日 - 電話通話事務および和文電報受付事務を、川之江電報電話局に移管。
- 1960年（昭和35年）10月15日 - 特定郵便局から普通郵便局に局種別改定。
- 1975年（昭和50年）7月 - 局舎新築落成。
- 1984年（昭和59年）6月18日 - 川滝郵便局から集配業務を移管。
- 1999年（平成11年） - 外国通貨の両替および旅行小切手の売買に関する業務取扱を開始。
- 2007年（平成19年）10月1日 - 民営化に伴い、併設された郵便事業川之江支店に一部業務を移管。
- 2012年（平成24年）10月1日 - 日本郵便株式会社発足に伴い、郵便事業川之江支店を川之江郵便局に統合。

## 取扱内容
- 郵便、印紙、ゆうパック、内容証明
- 貯金、為替、振替、振込、国際送金、国債、投資信託
- 生命保険、バイク自賠責保険、自動車保険
- ゆうちょ銀行ATM
- 「799-01xx」区域（四国中央市（旧川之江市域の全域））集配業務
- ゆうゆう窓口

## 周辺
- 四国中央市役所 川之江庁舎
- 四国中央市民会館 川之江会館
- 紙のまち資料館
- 丸住製紙本社・川之江工場
- 国道11号
- 金庄川

## アクセス
- JR予讃線 川之江駅から南へ約1.4km（徒歩約16分）
- せとうちバス 川之江局前停留所下車
- 松山自動車道 三島川之江ICから北へ約3km
- 駐車場あり：10台